# 栃木県立益子芳星高等学校
栃木県立益子芳星高等学校（とちぎけんりつましこほうせいこうとうがっこう）は栃木県芳賀郡益子町塙に所在する公立学校高等学校。

## 概要
2005年4月1日に栃木県立芳賀高等学校（とちぎけんりつはがこうとうがっこう）と栃木県立益子高等学校（とちぎけんりつましここうとうがっこう）を統合し、益子高等学校の校舎を利用して開校した。同年に入学したのは新入生のみで、2・3年生は卒業まで統合前の高校に在籍したままであった。
芳賀郡地域（真岡市を含む）で唯一となる、男女共学の全日制普通科高校である。

### 旧学校の所在地
- 栃木県立芳賀高等学校：栃木県芳賀郡芳賀町祖母井1676
- 栃木県立益子高等学校：栃木県芳賀郡益子町塙2382-1

栃木県立芳賀高等学校の旧校舎は、閉校後にテレビドラマ『相棒』および『ハンマーセッション!』のロケーション撮影に使用された。その後、芳賀町が住宅団地用に敷地を取得し校舎は解体された。

## 沿革
- 統合前の両校の歴史についても記載する。

### 栃木県立芳賀高等学校
- 1963年
  - 1月：栃木県立芳賀高等学校として設置認可。
  - 4月：開校。普通科、定員150名で発足。
- 1983年3月：校舎改築、普通教室ほかが竣工。
- 1987年11月：創立25周年記念式典、校舎落成記念式典を挙行。
- 2005年3月：新入学生募集停止。
- 2007年3月31日：閉校。

### 栃木県立益子高等学校
- 1977年
  - 1月：栃木県立益子高等学校として設置認可。
  - 4月：開校。男女共学、普通科3学級、定員135名で発足。
- 2005年3月：新入学生募集停止。
- 2007年
  - 2月：閉校記念碑除幕式を挙行。
  - 3月31日：30周年記念式典を挙行、閉校。

### 栃木県立益子芳星高等学校
- 2005年
  - 4月1日：栃木県立益子芳星高等学校として開校。
  - 4月7日：栃木県立益子芳星高等学校開校式・第1回入学式を挙行、校歌・校旗を披露。入学生159名で発足。

## 設置学科
- 普通科

2013年（平成25年）度入学生より、2年生から以下のコースを選択するようになった。
- 文理総合コース（理系専攻・文系専攻）
- 生活文化コース（保育専攻・生活科学専攻・デザイン専攻）
- 情報科学コース（情報専攻・科学専攻）
- 教養実践コース

## 部活動
部活動・同好会は以下のものがある。
運動部
- 野球部、サッカー部、卓球部、バドミントン部、バレーボール部、剣道部、陸上競技部、ソフトテニス部、

文化部
- JRC部（青少年赤十字）、美術陶芸部、吹奏楽部、箏曲部、茶道部、科学部、文芸部、写真部演劇部、ダンス部

同好会
- お笑い同好会、手芸同好会、コンピュータ同好会

中でもサッカー部は2010年の栃木県高校総体で、益子芳星が0-0（PK4-3）で前年覇者の栃木県立真岡高等学校を破り初優勝した。

## 著名な卒業生
- 上原チョー：ピン芸人（旧・益子高等学校卒業）
- 大塚雅淑：益子焼の陶芸家（旧・益子高等学校卒業）
- 法師人尚史：元気寿司社長（旧・益子高等学校卒業）